# 烟江叠嶂图
《烟江叠嶂图》为北宋画家、驸马王诜（1048—1104）的山水画代表作之一，绢本青绿设色，纵45.2厘米，横166厘米，现藏于上海博物馆。 
《烟江叠嶂图》描绘烟波浩渺的江面，与层峦叠嶂、云雾缭绕的远近山峦，形成巧妙的虚实对比，意境清空神秀幽远。
与《烟江叠嶂图》相关的诗词、画评颇多。元祐三年（1088年），苏轼见画后，于画后题诗《书王定国藏王晋卿画〈烟江叠嶂图〉》，王诜又作和诗，为诗书画三绝。
《烟江叠嶂图 》在北宋由宣和内府收藏，著录于北宋《宣和画谱》，有宋徽宗的瘦金体题名和内府藏印。至清代仍为内府收藏，近代为张伯驹所藏，现藏上海博物馆。